# Amt Lütjenburg
Das Amt Lütjenburg ist ein Amt im Kreis Plön in Schleswig-Holstein mit Verwaltungssitz in der Stadt Lütjenburg.
Das Amt liegt im Osten des Kreises Plön und grenzt im Norden an die Ostsee, im Osten und Süden an den Kreis Ostholstein und im Westen an die Ämter Großer Plöner See, Selent/Schlesen und Probstei.

## Amtsangehörige Gemeinden mit ihren Ortsteilen
1. Behrensdorf (Ostsee) mit den OT Lippe, Seekamp, Neuland, Kembs, Waterneverstorf und Stöfs
2. Blekendorf mit den OT Belvedere, Tivoli, Friederikental, Ellert, Friedrichsleben, Futterkamp, Günnenfelde, Hasenberg, Kaköhl, Nessendorf, Nessendorfer Mühle, Windmühlenkamp, Packhaus, Rathlau, Diekkate, Kolonie Rathlau, Lehmberg, Sechendorf und Sehlendorf
3. Dannau mit den OT Gowens, Luxrade, Neuwetterade und Söhren
4. Giekau mit den OT Gottesgabe, Engelau, Dransau, Fresendorf, Neuhaus, Warderhof und Ölböhm
5. Helmstorf mit den OT Kühren und Wetterade
6. Högsdorf mit den OT Achtersöhren, Steinbusch, Flehm, Kuhlrade, Hohenstein und Schoppel
7. Hohenfelde mit den OT Krummsiek, Monkamp, Malmsteg, Radeland, Mühlenau, Grünberg, und Hoffeld
8. Hohwacht (Ostsee) mit den OT Haßberg und Schmiedendorf
9. Kirchnüchel mit den OT Altharmhorst, Neuharmhorst, und Kirchmühl
10. Klamp mit den OT Vogelsdorf, Rönfeldholz und Wentorf
11. Kletkamp mit den OT Großrolübbe, Hähnersaal, Ludwigshof und Schoolbrook
12. Lütjenburg, Stadt
13. Panker mit den OT Darry, Futterkamp, Gadendorf, Haferstoppel, Matzwitz, Todendorf, Friedrichshof und Satjendorf
14. Schwartbuck mit den OT Maaskamp, Schmoel und Schwartbuckerholz
15. Tröndel

## Geschichte
Das Amt wurde 1968 als Amt Lütjenburg-Land gebildet. Es umfasste damals alle auch heute noch dem Amt angehörigen Gemeinde bis auf die Stadt Lütjenburg, die amtsfrei war. Der Verwaltungssitz befand sich damals bereits in Lütjenburg.
Am 1. Januar 2008 trat die Stadt Lütjenburg dem Amt bei, das daraufhin seinen Namen in Amt Lütjenburg änderte.

## Wappen
Blasonierung: „Über blauem Schildfuß ein schmaler silberner Wellenfaden, darüber ein breiter grüner Wellenbalken, darüber in Gold ein roter Ziegelsteinturm mit drei Zinnen, silbernen Stützbalken und einem silbernen Fenster rechts, bordiert von 15 blauen Kornblumen.“
Der Turm stellt den aus roten Ziegelsteinen errichteten Bismarckturm in Lütjenburg dar. Das Blau im Schildfuß symbolisiert die Ostsee und das Silber die Kossau, einen Fluss im Amtsgebiet. Grün steht für den Ackerbau, der durch Raps (Gold) dominiert wird. Die fünfzehn Kornblumen repräsentieren die zum Amt gehörenden Gemeinden.

## Weblink
- Amt Lütjenburg